# Victoria Monét
Victoria Monét McCants (Geórgia, 1 de maio de 1989) é uma cantora e compositora norte-americana.
Monét ganhou reconhecimento por seu álbum de estreia, Jaguar II, que lhe rendeu 7 indicações e 3 prêmios no Grammy Awards de 2024 e pela canção "On My Mama", que entrou no top 50 da Billboard Hot 100.

## Vida pessoal
Monét nasceu em Atlanta, Geórgia, mas se mudou para Sacramento, Califórnia, ainda cedo. Sua mãe é L'Tanya Chestang-Cubit e sua avó materna Cassaundria é de Mobile, Alabama. Ela tem um meio-irmão chamado Michael Cubit Jr.
Em novembro de 2018, ela assumiu-se bissexual.
No dia 5 de dezembro de 2020, anunciou que estava grávida do seu primeiro bebê. Em 21 de fevereiro de 2021, nasceu sua filha Hazel Monét. Hazel se tornou a mais jovem a ser indicada na história do Grammy Awards, com 2 anos de idade, por sua participação em "Hollywood", indicada em "Melhor Performance de R&B Tradicional".

## Carreira
Monét se envolveu com artes cênicas ainda jovem e mais tarde seguiu carreira na música em 2010. Em 2020, ela lançou seu extended play (EP) Jaguar, acompanhado por três singles: "Ass Like That", "Moment" e "Experience". O EP recebeu aclamação por parte da crítica especializada.
Em 25 de agosto de 2023, Monét lançou seu álbum de estreia Jaguar II, pela Lovett Music e RCA Records. O álbum teve três singles, sendo: "Party Girls" com Buju Banton, "Smoke" com Lucky Daye e "On My Mama". Victoria pretendia que Jaguar fosse uma trilogia de EPs, mas devido ao atraso de Jaguar II, a trilogia foi reduzida em apenas dois projetos.
"On My Mama" foi a primeira entrada solo de Monét na Billboard Hot 100, na posição 48. Ela já tinha conseguido a posição 98 com Monopoly. Em 2023, Victoria recebeu 7 indicações no Grammy Awards, sendo a segunda artista mais indicada. Foi indicada em: "Gravação do Ano", "Melhor Artista Revelação", "Melhor Performance Tradicional de R&B", "Melhor Música de R&B", "Melhor Performance de R&B", "Melhor Álbum de R&B" e "Melhor Álbum de Engenharia (Não-Clássico)".
Em 18 de novembro de 2023, encerrou a The Jaguar Tour no Brasil, no Festival Afropunk Bahia.

## Discografia
Álbuns de estúdio:
- 2023: Jaguar II

EP's:
- 2014: Nightmares & Lullabies - Act 1
- 2015: Nightmares & Lullabies - Act 2
- 2018: Life After Love, Pt. 1.
- 2018: Life After Love, Pt. 2.
- 2020: Jaguar